# Trophée Jean Lignel
Le Trophée Jean Lignel est la coupe de France de golf.

## Historique
| Année | Lieu                  | Champion              | Second                | Troisième             |
| ----- | --------------------- | --------------------- | --------------------- | --------------------- |
| 2022  | Chamonix              | Cannes-Mougins        | Saint-Nom-la-Bretèche | Paris Country Club    |
| 2021  | Médoc                 | Biarritz              | Stade Français        | RCF La Boulie         |
| 2020  | Limère                | RCF La Boulie         | Bussy                 | Saint-Donat           |
| 2019  | Charmeil              | Terre Blanche         | Saint-Cloud           | Saint-Germain         |
| 2018  | Ailette               | Saint-Germain         | Biarritz              | Bussy                 |
| 2017  | Hossegor              | RCF La Boulie         | Hossegor              | Chiberta              |
| 2016  | La Baule              | Saint-Germain         | RCF La Boulie         | Angoulême-Hirondelle  |
| 2015  | Deauville             | RCF La Boulie         | Bondues               | Bussy                 |
| 2014  | Crécy-la-Chapelle     | Bussy                 | Ozoir-la-Ferrière     | Biarritz              |
| 2013  | Omaha Beach           | Saint-Nom-la-Bretèche | Strasbourg            | RCF La Boulie         |
| 2012  | Lyon                  | Ormesson              | Biarritz              | Lyon                  |
| 2011  | Bondues               | Lyon                  | Ormesson              | RCF La Boulie         |
| 2010  | Bossey                | Ormesson              | Biarritz              | Lyon                  |
| 2009  | Limère                | Ormesson              | Bordelais             | Paris Country Club    |
| 2008  | Saint-Nom-la-Bretèche | Saint-Nom-la-Bretèche | RCF La Boulie         | Ormesson              |
| 2007  | Limère                | RCF La Boulie         | Bussy                 | Ormesson              |
| 2006  | RCF La Boulie         | Saint-Nom-la-Bretèche | RCF La Boulie         | Deauville             |
| 2005  | RCF La Boulie         | RCF La Boulie         | Saint-Nom-la-Bretèche | Deauville             |
| 2004  | RCF La Boulie         | RCF La Boulie         | Bussy                 | Biarritz              |
| 2003  | Deauville             | Deauville             | Saint-Laurent         | Bordelais             |
| 2002  | Chiberta              | Bordeaux              | Deauville             | Saint-Nom-la-Bretèche |
| 2001  | Touraine              | Saint-Nom-la-Bretèche | Touraine              | RCF La Boulie         |
| 2000  |                       | RCF La Boulie         |                       |                       |
| 1999  |                       | Touraine              |                       |                       |
| 1998  |                       | RCF La Boulie         |                       |                       |
| 1997  |                       | RCF La Boulie         |                       |                       |
| 1996  |                       | RCF La Boulie         |                       |                       |
| 1995  |                       | RCF La Boulie         |                       |                       |
| 1994  |                       | Nîmes Campagne        |                       |                       |
| 1993  |                       | Nîmes Campagne        |                       |                       |
| 1992  |                       | Nîmes Campagne        |                       |                       |
| 1991  |                       | RCF La Boulie         |                       |                       |
| 1990  |                       |                       |                       |                       |
| 1989  |                       |                       |                       |                       |
| 1988  |                       |                       |                       |                       |
| 1987  |                       | RCF La Boulie         |                       |                       |
| 1986  |                       | RCF La Boulie         | Nîmes Campagne        |                       |
| 1985  |                       | RCF La Boulie         | Nîmes Campagne        |                       |
| 1984  |                       | La Baule              | Nîmes Campagne        |                       |
| 1983  |                       | RCF La Boulie         |                       |                       |
| 1982  |                       | Rouen                 |                       |                       |
| 1981  |                       | RCF La Boulie         |                       |                       |
| 1980  |                       | Rouen                 |                       |                       |